# 桂林寛
桂林 寛（かつらばやし ひろし、1971年7月10日 - ）は、福岡県出身の競艇選手。登録番号3726。身長167cm。血液型A型。75期。福岡支部所属。同期に宮田政勝、上平真二、徳増秀樹らがいる。通算優勝数26回（通算優出数112回、2010年7月10日現在）。

## 来歴
- 1994年11月、デビュー。
- 1994年12月、芦屋競艇場で初勝利。
- 1996年12月11日、唐津競艇場での一般競走で初優出（返還欠場）。
- 1998年9月23日、江戸川競艇場での一般競走で初優勝。
- 1999年10月31日、芦屋競艇場での「G1モーターボート大賞」でG1初優出（2着）。
- 2000年5月23日、蒲郡競艇場での「SG第27回笹川賞競走」にSG初出場。5月27日、5日目1RでSG初勝利。
- 2010年7月10日、若松競艇場での「日本トーターカップ」で通算1000勝達成。